# Премія YUNA найкращому соло-артисту
«YUNA» — щорічна українська щорічна національна професійна музична премія, заснована у 2011 році. Премія найкращому соло-артисту — колишня нагорода, що вручалася на 5 і 6 церемоніях вручення, на яких вшановувалися досягнення у музиці за 2015 і 2016 роки відповідно. До 5 церемонії та після 6 церемонії для чоловіків і жінок вручаються різні нагороди: Найкращий виконавець та Найкраща виконавиця. У категорії Найкращий соло-артист обидва рази перемогла Джамала.

## 2015—2016

### 2015
- Джамала[1]
  - MONATIK
  - Іван Дорн
  - Макс Барських
  - Тіна Кароль

### 2016
- Джамала[2]
  - LOBODA
  - MONATIK
  - Макс Барських
  - Тіна Кароль